# Тростянець (Роздільнянський район)
Тростяне́ць (до 25.09.1975 р. Тростянець Перший) — село в Україні, у Великоплосківській сільській громаді Роздільнянського району Одеської області. Населення становить 341 осіб.
До 17 липня 2020 року було підпорядковане Великомихайлівському району, який був ліквідований.

## Населення
Згідно з переписом 1989 року населення села становило 302 особи, з яких 136 чоловіків та 166 жінок.
За переписом населення 2001 року в селі мешкало 345 осіб.

### Мова
Розподіл населення за рідною мовою за даними перепису 2001 року:
| Мова       | Відсоток |
| ---------- | -------- |
| російська  | 70,67 %  |
| українська | 28,15 %  |
| молдовська | 0,88 %   |

## Заклади культури

### Тростянецька бібліотека-філія
Відкрита 1953 року. Спочатку була розташована в сільському будинку культури. Бібліотека декілька раз змінювала своє місцезнаходження, станом на середину 2010-х років знаходиться в приміщенні будинку культури. У 1953—1956 роках бібліотекою завідувала Марія Федотівна Дубровіна, у 1956—1978 роках — Зоя Никифорівна Подсєвальникова, у 1978—1980 роках — Л. Т. Цокур. З 1981 року бібліотеку перетворено на філію Великомихайлівської Центральної бібліотечної системи. Бібліотекарями були: Тетяна Федорівна Дубровіна (1981—1986), Зінаїда Ігнатіївна Дубровіна (1986—1990), Олена Григоріївна Привалова (1990—1993), Оксана Михайлівна Бакланова (1993).
З 2005 року в бібліотеці-філії працює Інна Іванівна Гатенюк. Фонд бібліотеки на 2005 рік налічував 9876 екземплярів (8698 — книги; брошур — 1178). Книжковий фонд бібліотеки на 2013 рік становить 10150 екземплярів художньої та галузевої літератури (періодичних видань — 304 екз. , книг і брошур — 9846 екз.)
З 2009 року бібліотека бере активну участь у конкурсах та соціологічних дослідженнях. Вона тісно співпрацює зі школою, клубом, сільською радою. У 2013 році бібліотека відсвяткувала 60-річний ювілей.

## Відомі мешканці

### Народились
- Гальцев Павло Сазонтійович — народний депутат України 1-го скликання.